# Akerninnaq (Skjoldungen)
Akerninnaq [aˌkɜˈnːinːɑ(q)] (nach alter Rechtschreibung Akernínaĸ; Kitaamiusut Akorninnaq; auch Tiilerilaarmiit) ist eine wüst gefallene grönländische Siedlung im Distrikt Ammassalik in der Kommuneqarfik Sermersooq.

## Lage
Akerninnaq befindet sich an der Südküste der Halbinsel Mjølner im Südosten Grönlands. Vor Akerninnaq liegt die Bucht Tiilerilaap Kangertiva, die in den Fjord Akerninnaap Oqqummut Kangertiva mündet.

## Geschichte
Akerninnaq ist Teil der zu Skjoldungen gehörenden Siedlungen. Also solche wurde Akerninnaq frühestens 1938 und spätestens 1940 besiedelt. 1943 wurden 12 Bewohner gezählt. Zwischen 10 und 25 Menschen lebten in den folgenden Jahren bis 1954 am Wohnplatz. Spätestens 1964 wurde Akerninnaq aufgegeben.